# Chilelopsis
Chenistonia es un género de arañas migalomorfas de la familia Nemesiidae. Se encuentra en Atacama y Coquimbo en Chile.

## Lista de especies
Según The World Spider Catalog 14.0:
- Chilelopsis calderoni Goloboff, 1995
- Chilelopsis puertoviejo Goloboff, 1995
- Chilelopsis serena Goloboff, 1995